# André-François Roland
Pour les articles homonymes, voir Roland (homonymie).
André-François Roland est un maître écrivain français, né à Paris en 1720, mort en 1792, actif vers 1750-1780. 

## Biographie
Il est né à Paris en 1720 ; il eut pour frères Charles Roland, maître ès-arts et Charles-Nicolas Roland, receveur des tailles de l'élection de Chartres, emprisonné à la Bastille puis réfugié en Angleterre. Élève de Louis Rossignol, il a été reçu dans la Communauté des maîtres écrivains le 12 septembre 1737 mais n'a pu être enregistré qu'en 1740, passé ses vingt ans. Vers 1758 il est dit expert écrivain, arithméticien, vérificateur des écritures et signatures contestées en justice.
Il est membre du Bureau académique d'écriture à sa création en 1779, et travaillait alors rue Culture Sainte-Catherine. Il est encore membre du Bureau en 1789 et meurt en 1792 à Paris.

## Œuvres gravées
- Nouveau livre d'écriture ronde, bâtarde et coulée, d'après le sieur Roland... avec différentes manières de faire les encres. Paris : Veuve Chéreau, [ca. 1750]. 2°, 16 pl gravées par Louis Borde. (Cat. Librairie Potier, 1863).
- L'Art d'écrire contenant une collection des meilleurs exemplaires d'après Messieurs Rossignol et Roland, experts écrivains vérificateurs... gravure par Le Parmentier, graveur de sa majesté. Paris : Daumont, [ca. 1756]. 2°, 30 f. (Paris BNF, Cambridge (MA) HUL). Becker 1997 n° 151.

Les dernières planches sont datées 1756.
- Le Grand art d'écrire nécessaire à ceux qui veulent se perfectionner dans cette science, contenant des principes, et pièces d'écriture faciles à imiter, avec différentes manières de faire des encres. Dédié aux Enfants de France par Roland... Paris : Daumont (grav. Le Parmentier), [ca. 1758]. 2°, 30 pl. gr. (Lyon INRP, London NAL). Cat. Jammes n° 63.
- Principes démontrés des différentes écritures les plus usitées. Ouvrage dans lequel on a rendu la belle forme de chaque caractère, et où l'on a réuni la vivacité du burin, aux vrais effets de la plume. Dédié aux Enfants de France. Ecrit par Roland, expert en l'art d'écrire et gravé par Aubin et Petit. Paris : Daumont [1766]. 2°, 22 pl. dont 1 dépl. (Paris BNF). Cat. Jammes n° 64.

Il existe une réémission aux noms de Esnauts et Rapilly.
- Livre d'écriture composé des différentes grosseurs de coulées financières, à l'usage de tous les bureaux. Gravé par P. Petit. Paris : Mondhare, ca. 1760. 2°, titre et 14 pl. Cat. Warmelink n° 580.

## Œuvres manuscrites
- Quelques spécimens calligraphiques dans un recueil factice (Chicago NL : Wing MS fZW 11 .186).
- [Recueil d'exemples manuscrit], ca. 1730. Cambridge (MA) HUL : Hofer collection. Cité d'après Becker 1997 p. 81.
- Le recueil d'Avignon[4] contient 7 exemples sur parchemin.

- D'après Mediavilla, Roland a écrit un nombre considérable d'exemples, sans doute trop pour qu'ils soient tous soignés.